# ミーティ・ビーティ・ビッグ・アンド・バウンシィ
『ミーティ・ビーティ・ビッグ・アンド・バウンシィ』（Meaty, Beaty, Big & Bouncy）は、イングランドのロックバンドであるザ・フーのベスト・アルバムである。1971年に発表され、全英9位、全米11位を記録した。

## 解説
ザ・フーの公式編集アルバムとしては、1968年にアメリカで米デッカ・レコードから発売された『マジック・バス～ザ・フー・オン・ツアー』、同年にイギリスでトラック・レコードから発売された『ダイレクト・ヒッツ』に続く3作目となる。前作と前々作にはシェル・タルミーのプロデュースで制作されたブランズウィック・レコード時代の楽曲が、当時タルミーが独占していた権利によって収録されなかった。本作はこれらの楽曲のうちの5曲を収録しており、ザ・フーのそれまでの歴史を俯瞰した初のベスト・アルバムとしてイギリスとアメリカの両方で発表された。
収録曲14曲のうち、ジョン・エントウィッスル作の「ボリスのクモ野郎」以外はシングルのA面収録曲で、7曲はオリジナル・アルバムには未収録である。「アイム・ア・ボーイ」と「マジック・バス」は、シングル・ミックスとは異なる未発表バージョンが収録されている。「アイム・ア・ボーイ」は1966年10月3日に再録された別バージョン、「マジック・バス」はオリジナルよりも演奏時間が1分以上長いロング・バージョンを擬似ステレオで収録している。また「ザ・キッズ・アー・オールライト」はアメリカでのシングル・カットで使用された編集版である。
タイトルはドッグフードのコマーシャルから採られたものである。当初は「ザ・フー・ルック・バック」になる予定だったというが、ピート・タウンゼント曰く「それじゃまるで俺たちみんな死んじまったみたいだからさ」ということで変更になった。ジャケットの写真はロジャー・ダルトリーの従兄弟に当たる写真家のグレアム・ヒューズの作品で、幼少期のメンバーにそっくりな子供たちを探し出して撮影された。マネージャーのキット・ランバートは、自分が最終承認をしないうちにアルバムがプレスされたことに怒り回収しようとしたが、既に多くが出荷されていたため断念した。
アメリカでは1985年と1988年にMCAレコードから再発CDが発売された。「マジック・バス」は前者ではLPと同じロング・バージョン、後者ではショート・バージョンのリアル・ステレオ・ミックスが収録された。これらのCD化を最後に本作は廃盤となっていたが、日本では2007年、オリジナルマスターを定本にした紙ジャケット仕様の再発CDが限定発売された。

## 収録曲
※作詞・作曲の記載がない曲はピート・タウンゼント作。

### オリジナルLP
| #         | タイトル                                                                           | 作詞・作曲 | オリジナル | 時間  |
| --------- | ---------------------------------------------------------------------------------- | ---------- | --- | ----- |
| 1.        | 「アイ・キャント・エクスプレイン I Can't Explain」                                 |            | - シングル『アイ・キャント・エクスプレイン』A面（1965年1月5日、1964年12月） | 2:05  |
| 2.        | 「ザ・キッズ・アー・オールライト The Kids Are Alright」(USA single edited version) |            | - シングル『ザ・キッズ・アー・オールライト』A面（1966年8月8日、1966年7月1日） - アルバム『マイ・ジェネレーション』（1965年12月3日） - アルバム『ザ・フー・シングス・マイ・ジェネレーション』（1966年4月） | 2:45  |
| 3.        | 「ハッピー・ジャック Happy Jack」                                                  |            | - シングル『ハッピー・ジャック』A面（1966年12月6日、1967年3月18日） | 2:12  |
| 4.        | 「恋のマジック・アイ I Can See for Miles」                                         |            | - シングル『恋のマジック・アイ』A面（1967年10月13日、1967年9月18日） - アルバム『セル・アウト』（(1967年12月15日、1968月1月6日）                                                                          | 4:06  |
| 5.        | 「リリーのおもかげ Pictures of Lily」                                              |            | - シングル『リリーのおもかげ』A面（1967年4月21日、1967年6月24日） | 2:43  |
| 6.        | 「マイ・ジェネレイション My Generation」                                           |            | - シングル『マイ・ジェネレーション』A面（1965年10月29日、1965年11月20日） - アルバム『マイ・ジェネレーション』（1965年12月3日） - アルバム『ザ・フー・シングス・マイ・ジェネレーション』（1966年4月）     | 3:18  |
| 7.        | 「シーカー The Seeker」                                                            |            | - シングル『シーカー』A面（1970年3月20日、1970年4月25日） | 3:11  |
| 合計時間: | 合計時間:                                                                          | 合計時間:  | 合計時間: | 20:20 |

| #         | タイトル                                                      | 作詞・作曲                    | オリジナル | 時間  |
| --------- | ------------------------------------------------------------- | ----------------------------- | --- | ----- |
| 1.        | 「エニウェイ・エニハウ・エニホエア Anyway, Anyhow, Anywhere」 | Pete Townshend, Roger Daltrey | - シングル『エニウェイ・エニハウ・エニホエア』A面（1965年5月21日、1965年6月5日） | 2:42  |
| 2.        | 「ピンボールの魔術師 Pinball Wizard」                         |                               | - シングル『ピンボールの魔術師』A面（1969年3月7日、1969年3月11日） - アルバム『トミー』（1969年5月23日、1969月5月17日） | 2:59  |
| 3.        | 「リーガル・マター A Legal Matter」                           |                               | - シングル『リーガル・マター』A面（1966年3月7日） - シングル『ザ・キッズ・アー・オールライト』B面（1966年7月1日） - アルバム『マイ・ジェネレーション』（1965年12月3日） - アルバム『ザ・フー・シングス・マイ・ジェネレーション』（1966年4月） | 2:48  |
| 4.        | 「ボリスのくも野郎 Boris the Spider」                         | John Entwistle                | - アルバム『ア・クイック・ワン』（1966年12月9日、1967年5月） | 2:28  |
| 5.        | 「マジック・バス Magic Bus」(extended version)                |                               | - シングル・バージョン『マジック・バス』A面（1968年10月11日、1968月7月27日） | 4:33  |
| 6.        | 「恋のピンチ・ヒッター Substitute」                           |                               | - シングル『恋のピンチ・ヒッター』A面（1966年3月5日及び14日、1966年4月2日） | 3:49  |
| 7.        | 「アイム・ア・ボーイ I'm a Boy」(extended version)            |                               | - シングル・バージョン『アイム・ア・ボーイ』A面（1966年8月26日、1966年12月） | 3:41  |
| 合計時間: | 合計時間:                                                     | 合計時間:                     | 合計時間: | 23:00 |

### CD
| #         | タイトル                                                                           | 作詞・作曲                    | オリジナル | 時間  |
| --------- | ---------------------------------------------------------------------------------- | ----------------------------- | --- | ----- |
| 1.        | 「アイ・キャント・エクスプレイン I Can't Explain」                                 |                               | - シングル『アイ・キャント・エクスプレイン』A面（1965年1月5日、1964年12月） | 2:05  |
| 2.        | 「ザ・キッズ・アー・オールライト The Kids Are Alright」(USA single edited version) |                               | - シングル『ザ・キッズ・アー・オールライト』A面（1966年8月8日、1966年7月1日） - アルバム『マイ・ジェネレーション』（1965年12月3日） - アルバム『ザ・フー・シングス・マイ・ジェネレーション』（1966年4月）                                     | 2:45  |
| 3.        | 「ハッピー・ジャック Happy Jack」                                                  |                               | - シングル『ハッピー・ジャック』A面（1966年12月6日、1967年3月18日） | 2:12  |
| 4.        | 「恋のマジック・アイ I Can See for Miles」                                         |                               | - シングル『恋のマジック・アイ』A面（1967年10月13日、1967年9月18日） - アルバム『セル・アウト』（(1967年12月15日、1968月1月6日） | 4:06  |
| 5.        | 「リリーのおもかげ Pictures of Lily」                                              |                               | - シングル『リリーのおもかげ』A面（1967年4月21日、1967年6月24日） | 2:43  |
| 6.        | 「マイ・ジェネレイション My Generation」                                           |                               | - シングル『マイ・ジェネレーション』A面（1965年10月29日、1965年11月20日） - アルバム『マイ・ジェネレーション』（1965年12月3日） - アルバム『ザ・フー・シングス・マイ・ジェネレーション』（1966年4月）                                         | 3:18  |
| 7.        | 「シーカー The Seeker」                                                            |                               | - シングル『シーカー』A面（1970年3月20日、1970年4月25日） | 3:11  |
| 8.        | 「エニウェイ・エニハウ・エニホエア Anyway, Anyhow, Anywhere」                      | Pete Townshend, Roger Daltrey | - シングル『エニウェイ・エニハウ・エニホエア』A面（1965年5月21日、1965年6月5日） | 2:42  |
| 9.        | 「ピンボールの魔術師 Pinball Wizard」                                              |                               | - シングル『ピンボールの魔術師』A面（1969年3月7日、1969年3月11日） - アルバム『トミー』（1969年5月23日、1969月5月17日） | 2:59  |
| 10.       | 「リーガル・マター A Legal Matter」                                                |                               | - シングル『リーガル・マター』A面（1966年3月7日） - シングル『ザ・キッズ・アー・オールライト』B面（1966年7月1日） - アルバム『マイ・ジェネレーション』（1965年12月3日） - アルバム『ザ・フー・シングス・マイ・ジェネレーション』（1966年4月） | 2:48  |
| 11.       | 「ボリスのくも野郎 Boris the Spider」                                              | John Entwistle                | - アルバム『ア・クイック・ワン』（1966年12月9日、1967年5月） | 2:28  |
| 12.       | 「マジック・バス Magic Bus」                                                       |                               | - シングル・バージョン『マジック・バス』A面（1968年10月11日、1968月7月27日） | 4:33  |
| 13.       | 「恋のピンチ・ヒッター Substitute」                                                |                               | - シングル『恋のピンチ・ヒッター』A面（1966年3月5日及び14日、1966年4月2日） | 3:49  |
| 14.       | 「アイム・ア・ボーイ I'm a Boy」                                                   |                               | - シングル・バージョン『アイム・ア・ボーイ』A面（1966年8月26日、1966年12月） | 3:41  |
| 合計時間: | 合計時間:                                                                          | 合計時間:                     | 合計時間: | 43:20 |

## 参加ミュージシャン
- ロジャー・ダルトリー　Roger Daltrey – ヴォーカル
- ピート・タウンゼント　Pete Townshend – ギター、キーボード、ヴォーカル
- ジョン・エントウィッスル　John Entwistle – ベース・ギター、金管楽器、ヴォーカル
- キース・ムーン　Keith Moon – ドラムス